# Canton de Saint-Mandé
Le canton de Saint-Mandé est une ancienne division administrative française située dans le département du Val-de-Marne et la région Île-de-France.
Le canton est supprimé lors du redécoupage cantonal de 2014 en France, et son territoire est intégré dans le nouveau canton de Vincennes.

## Histoire
Le canton de Saint-Mandé, qui ne comprenait que la commune de Saint-Mandé, a été créé lors de la mise en place du département du Val-de-Marne par le décret du 20 juillet 1967.
Un nouveau découpage territorial du Val-de-Marne entré en vigueur à l'occasion des premières élections départementales suivant le décret du 17 février 2014. Les conseillers départementaux sont, à compter de ces élections, élus au scrutin majoritaire binominal mixte. Les électeurs de chaque canton élisent au Conseil départemental, nouvelle appellation du Conseil général, deux membres de sexe différent, qui se présentent en binôme de candidats. Les conseillers départementaux sont élus pour 6 ans au scrutin binominal majoritaire à deux tours, l'accès au second tour nécessitant 12,5 % des inscrits au 1er tour. En outre, la totalité des conseillers départementaux est renouvelée. Ce nouveau mode de scrutin nécessite un redécoupage des cantons dont le nombre est divisé par deux avec arrondi à l'unité impaire supérieure si ce nombre n'est pas entier impair, assorti de conditions de seuils minimaux. Dans le Val-de-Marne le nombre de cantons passe ainsi de 49 à 25.
Dans ce cadre, le canton est supprimé, et son territoire intégré dans celui de Vincennes.

## Administration
| Période        | Période                    | Identité              | Étiquette                                  | Qualité |
| -------------- | -------------------------- | --------------------- | ------------------------------------------ | --- |
| 1967           | 1988 (démission)           | Robert-André Vivien   | UDR puis RPR                               | Chef d'entreprise Député (1962 → 1969 et 1973 → 1995) Maire de Saint-Mandé (1983 → 1995) Conseiller général de la Seine (1959 - 1967) Secrétaire d'État (1969 → 1972) Démissionnaire pour cause de cumul de mandats-                             |
| 16 mai 1988    | 2002 (démission)           | Patrick Beaudouin     | RPR                                        | Chef d'entreprise Ancien assistant parlementaire de Robert-André Vivien Maire de Saint-Mandé (1995 → ) Suppléant du député Michel Giraud (1997-2002) Député du Val-de-Marne (2002 → 2012) Démissionnaire à la suite de son élection comme député |
| septembre 2002 | 1er avril 2014 (démission) | Jean Eroukhmanoff     | UMP puis "Groupe centriste et indépendant" | Médecin Adjoint au maire de Saint-Mandé (2008 → 2014) Démissionnaire |
| 1er avril 2014 | 2015                       | Nathalie Eroukhmanoff | DVD                                        | Fille de Jean Eroukhmanoff |

## Composition
Le canton était constitué de la seule commune de Saint-Mandé.
| Communes    | Population (2012) | Code postal | Code Insee |
| ----------- | ----------------- | ----------- | ---------- |
| Saint-Mandé | 19 697            | 94 160      | 94 067     |

## Démographie
| 1962   | 1968   | 1975   | 1982   | 1990   | 1999   | 2009 |
| ------ | ------ | ------ | ------ | ------ | ------ | ---- |
| 24 325 | 23 044 | 20 968 | 18 673 | 18 684 | 19 697 | -    |